# Ottó Török
Ottó Török (Csillaghegy, 1º novembre 1937) è un ex pentatleta ungherese.

## Palmarès
In carriera ha conseguito i seguenti risultati:
- Giochi olimpici:

Tokyo 1964: bronzo nel pentathlon moderno a squadre.